# Bransat
Bransat est une commune française, située dans le département de l'Allier en région Auvergne-Rhône-Alpes.

## Géographie

### Localisation
Le village de Bransat est situé au centre du département de l'Allier, à 4,9 km à l'ouest-nord-ouest de Saint-Pourçain-sur-Sioule, à 23,8 km au sud du bureau centralisateur du canton Souvigny, à 28,5 km du chef-lieu du département Moulins. Toutefois, Vichy est plus proche (26 km). Toutes ces distances s'entendent à vol d'oiseau.
Ses communes limitrophes sont :
|          | Meillard | Verneuil-en-Bourbonnais |
| Laféline | Bransat  | Saulcet                 |
|          | Cesset   | Louchy-Montfand         |

### Transports
La commune est traversée par les routes départementales 1 (liaison de Saint-Pourçain-sur-Sioule au Montet), 46 (de Montluçon à Saint-Pourçain-sur-Sioule) et 280 (liaison de Verneuil-en-Bourbonnais à Fleuriel).

### Climat
Pour des articles plus généraux, voir Climat d'Auvergne-Rhône-Alpes et Climat de l'Allier.
En 2010, le climat de la commune est de type climat océanique dégradé des plaines du Centre et du Nord, selon une étude du CNRS s'appuyant sur une série de données couvrant la période 1971-2000. En 2020, Météo-France publie une typologie des climats de la France métropolitaine dans laquelle la commune est dans une zone de transition entre le climat océanique altéré et le climat de montagne ou de marges de montagne et est dans la région climatique Centre et contreforts nord du Massif Central, caractérisée par un air sec en été et un bon ensoleillement.
Pour la période 1971-2000, la température annuelle moyenne est de 11,1 °C, avec une amplitude thermique annuelle de 15,8 °C. Le cumul annuel moyen de précipitations est de 784 mm, avec 10,5 jours de précipitations en janvier et 7,2 jours en juillet. Pour la période 1991-2020, la température moyenne annuelle observée sur la station météorologique de Météo-France la plus proche, sur la commune de Louchy-Montfand à 3 km à vol d'oiseau, est de 11,9 °C et le cumul annuel moyen de précipitations est de 740,6 mm,. Pour l'avenir, les paramètres climatiques de la commune estimés pour 2050 selon différents scénarios d'émission de gaz à effet de serre sont consultables sur un site dédié publié par Météo-France en novembre 2022.

## Urbanisme

### Typologie
Au 1er janvier 2024, Bransat est catégorisée commune rurale à habitat dispersé, selon la nouvelle grille communale de densité à 7 niveaux définie par l'Insee en 2022.
Elle est située hors unité urbaine. Par ailleurs la commune fait partie de l'aire d'attraction de Saint-Pourçain-sur-Sioule, dont elle est une commune de la couronne,. Cette aire, qui regroupe 14 communes, est catégorisée dans les aires de moins de 50 000 habitants,.

### Occupation des sols

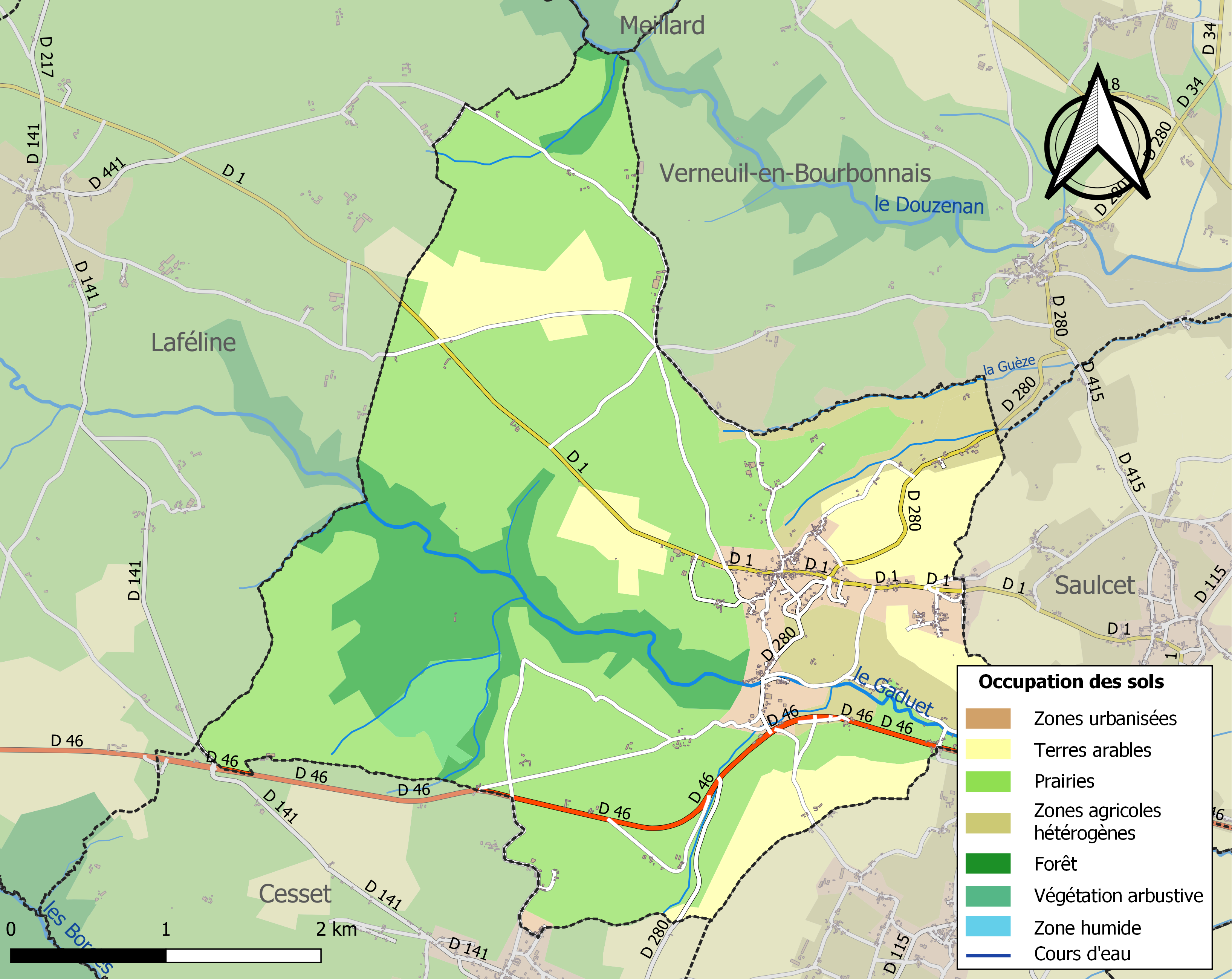
Carte des infrastructures et de l'occupation des sols de la commune en 2018 (CLC).

L'occupation des sols de la commune, telle qu'elle ressort de la base de données européenne d’occupation biophysique des sols Corine Land Cover (CLC), est marquée par l'importance des territoires agricoles (79,8 % en 2018), en diminution par rapport à 1990 (81,5 %). La répartition détaillée en 2018 est la suivante : 
prairies (58 %), terres arables (14,4 %), forêts (12,8 %), zones agricoles hétérogènes (7,4 %), zones urbanisées (5,4 %), milieux à végétation arbustive et/ou herbacée (1,9 %).
L'IGN met par ailleurs à disposition un outil en ligne permettant de comparer l’évolution dans le temps de l’occupation des sols de la commune (ou de territoires à des échelles différentes). Plusieurs époques sont accessibles sous forme de cartes ou photos aériennes : la carte de Cassini (XVIIIe siècle), la carte d'état-major (1820-1866) et la période actuelle (1950 à aujourd'hui).

## Histoire
En 1961, la commune change de nom : de Branssat, elle devient Bransat, avec un seul s.

## Politique et administration

### Découpage territorial
La commune de Bransat est membre de la communauté de communes Saint-Pourçain Sioule Limagne, un établissement public de coopération intercommunale (EPCI) à fiscalité propre créé le 1er janvier 2017 dont le siège est à Saint-Pourçain-sur-Sioule. Ce dernier est par ailleurs membre d'autres groupements intercommunaux.
Sur le plan administratif, elle est rattachée à l'arrondissement de Vichy, au département de l'Allier et à la région Auvergne-Rhône-Alpes. Sur le plan électoral, elle dépend du  canton de Souvigny pour l'élection des conseillers départementaux, depuis le redécoupage cantonal de 2014 entré en vigueur en 2015, et de la première circonscription de l'Allier  pour les élections législatives, depuis le dernier découpage électoral de 2010.
Par arrêté préfectoral du 2 janvier 2024, la commune est retirée le 1er janvier 2024 de l'arrondissement de Moulins et rattachée à l'arrondissement de Vichy.

### Administration municipale
Bransat dépendait du canton de Saint-Pourçain-sur-Sioule jusqu'en mars 2015 ; à l'issue du redécoupage des cantons, elle dépend désormais du canton de Souvigny.
| Période                                  | Période                      | Identité                  | Étiquette | Qualité       |
| ---------------------------------------- | ---------------------------- | ------------------------- | --------- | ------------- |
| Les données manquantes sont à compléter. |                              |                           |           |               |
| avant 1825                               | après 1845                   | Jean-Baptiste Renaudet    |           |               |
| avant 1858                               | après 1863                   | M. Vérillaud              |           |               |
| avant 1867                               | après 1874                   | Antoine Alexandre Rochard |           |               |
| 1888                                     | 1892                         | Claude Bénard             |           |               |
| 1904                                     | 1908                         | M. Guillemet              |           |               |
| 1908                                     | 1912                         | Félin Vérillaud           |           |               |
| mars 2001                                | mars 2014                    | Maurice Boivin            |           |               |
| mars 2014                                | En cours (au 8 juillet 2020) | Sylvain Petit-Jean        | DVD       | Fonctionnaire |

## Population et société

### Démographie
L'évolution du nombre d'habitants est connue à travers les recensements de la population effectués dans la commune depuis 1793. Pour les communes de moins de 10 000 habitants, une enquête de recensement portant sur toute la population est réalisée tous les cinq ans, les populations de référence des années intermédiaires étant quant à elles estimées par interpolation ou extrapolation. Pour la commune, le premier recensement exhaustif entrant dans le cadre du nouveau dispositif a été réalisé en 2007.

En 2022, la commune comptait 529 habitants, en évolution de +4,96 % par rapport à 2016 (Allier : −1,38 %, France hors Mayotte : +2,11 %).
| 1793  | 1800  | 1806  | 1821  | 1831  | 1836  | 1841  | 1846  | 1851  |
| ----- | ----- | ----- | ----- | ----- | ----- | ----- | ----- | ----- |
| 1 213 | 1 237 | 1 196 | 1 113 | 1 164 | 1 221 | 1 193 | 1 233 | 1 212 |

| 1856  | 1861  | 1866  | 1872  | 1876  | 1881  | 1886  | 1891  | 1896  |
| ----- | ----- | ----- | ----- | ----- | ----- | ----- | ----- | ----- |
| 1 150 | 1 251 | 1 246 | 1 321 | 1 276 | 1 245 | 1 284 | 1 244 | 1 219 |

| 1901  | 1906  | 1911  | 1921 | 1926 | 1931 | 1936 | 1946 | 1954 |
| ----- | ----- | ----- | ---- | ---- | ---- | ---- | ---- | ---- |
| 1 179 | 1 169 | 1 050 | 860  | 811  | 804  | 727  | 646  | 633  |

| 1962 | 1968 | 1975 | 1982 | 1990 | 1999 | 2006 | 2007 | 2012 |
| ---- | ---- | ---- | ---- | ---- | ---- | ---- | ---- | ---- |
| 621  | 571  | 532  | 536  | 484  | 508  | 511  | 511  | 488  |

| 2017 | 2022 | - | - | - | - | - | - | - |
| ---- | ---- | - | - | - | - | - | - | - |
| 512  | 529  | - | - | - | - | - | - | - |

### Enseignement
Bransat dépend de l'académie de Clermont-Ferrand. Elle gère une école maternelle publique.
Les collégiens et les lycéens suivent leur scolarité à Saint-Pourçain-sur-Sioule.

## Économie
L'une des activités de la commune est la viticulture : la commune fait partie du terroir de l'AOC saint-pourçain.

## Culture locale et patrimoine

### Lieux et monuments
- Église Saint-Georges, romane de style auvergnat, classée Monument historique.
- Pont sur le Gaduet. Inscrit M.H. en 1971.

### Personnalités liées à la commune
- Jean Cluzel (1923-2020), sénateur de l'Allier, président du conseil général y résidait et y est enterré[35].

### Héraldique
|  | Les armes de la commune se blasonnent ainsi : Tiercé en pairle renversé : au premier de gueules à la croix de Malte d'argent, au deuxième d'or à la grappe de raisin tigée et feuillée de sinople, au troisième d'azur au pont de deux arches d'argent maçonné du champ. |